# Wilhelm Jebens
Albrecht Wilhelm Jebens (* 17. September 1830 in Danzig; † 13. November 1907 in Charlottenburg), Doktor der Rechtswissenschaften, war ein preußischer Jurist und Kommunalpolitiker.

## Leben
Jebens wurde 1866 zum Appellationsgerichtsrat befördert und kam 1868 ans preußische Handelsministerium in Berlin.
1873 erfolgte seine Ernennung zum Geheimen Oberregierungsrat. Zwei Jahre später kam Jebens an das gerade eingerichtete Oberverwaltungsgericht. Er wurde dort Senatspräsident und machte sich um den Ausbau des Preußischen Verwaltungsrechts verdient.
Der Bau des heute vom Oberverwaltungsgericht Berlin-Brandenburg genutzten Preußischen Oberverwaltungsgerichts geht auf Jebens’ Initiative zurück.
Zur Pensionierung im Jahr 1900 wurde ihm der Titel eines Wirklichen Geheimen Rates mit dem Prädikat „Exzellenz“ verliehen. Bereits als Pensionär wurde er in Charlottenburg noch Stadtverordneter und Stadtrat.
Fünf Jahre nach seinem Tod wurde am 4. November 1912 in Charlottenburg am von ihm initiierten Gebäude des Oberverwaltungsgerichts die Jebensstraße (zwischen Hardenbergstraße und Hertzallee am Bahnhof Zoo, im heutigen Bezirk Charlottenburg-Wilmersdorf) nach ihm benannt.

## Werke
- Verwaltungsrechtliche Aufsätze in Anlehnung an die Rechtsprechung des Preußischen Oberverwaltungsgerichts. Heymanns, Berlin 1899
- Die Stadtverordneten. Ein Führer durch das bestehende Recht, zunächst durch die Preußische Städteordnung für die östlichen Provinzen vom 30. Mai 1853. 2., neu bearbeitete Auflage. Springer, Berlin 1905
- Erinnerungen und Anderes … aus 21 Jahren oberverwaltungsrichterlichen Dienstes. In: Preußisches Verwaltungsblatt, 22. Jahrgang, 1900, S. 78 ff.